# René Vallette
Pour les articles homonymes, voir Valette.
René Vallette, né le 27 septembre 1874 à Mer et mort le 23 février 1956 à Courbouzon, est un peintre, illustrateur français qui s'est particulièrement intéressé aux paysages et à la vie dans les montagnes.

## Biographie
Fils de Marie Louis Henry Abel Valette, employé au chemin de fer d'Orléans, et de Marie Emma Solange Malassiné, son épouse, René Léon Abel Vallette naît à Mer en 1874. 
Établi à Orléans de 1874 à 1938, il a été professeur de dessin en collège de 1906 à 1924. Il a eu comme élève Germain Bazin qui deviendra conservateur en chef du département des peintures du musée du Louvre.

## Œuvres
René Vallette a laissé un très grand nombre de dessins et de peintures figurant des paysages et des scènes de genre des montagnes d'Auvergne, des Pyrénées, des Alpes et aussi du midi de la France.

## Sources
- René Vallette, catalogue d'exposition Orléans 1974, préface de Germain Bazin
- René Vallette : un illustrateur du Cantal, collectif, 1984, (catalogue d'exposition)
- Artistes du secteur de Pontlevoy (1850-1950), Jean-Bernard Sandler